# Nymphoides montana
Nymphoides montana är en vattenklöverväxtart som beskrevs av H.I. Aston. Nymphoides montana ingår i släktet sjögullssläktet, och familjen vattenklöverväxter. Inga underarter finns listade i Catalogue of Life.